# آر.دبلیو.دی ۱۰
آر. دبلیو. دی ۱۰ (به انگلیسی: RWD_10) یک هواگرد از نوع پرنده آیروباتیکس ساخت شرکت DWL است. هواگرد آر. دبلیو. دی ۱۰ نخستین پروازش را در July 1933 میلادی انجام داد. این هواگرد در سال ۱۹۳۵ میلادی رسماً معرفی گردید و در سال‌های ۱۹۳۷–۱۹۳۸ تولید شده‌است. در مجموع، تعداد ~۲۲+۱ فروند از این هواگرد ساخته شده‌است.
طراح این هواگرد، آر دبلیو دی بود.